# Kettering (district)
Pour les articles homonymes, voir Kettering.
Kettering est un ancien district non métropolitain à statut de borough du Northamptonshire, en Angleterre. Il devait son nom à son chef-lieu, la ville de Kettering.

## Histoire
Ce district est créé le 1er avril 1974 par le Local Government Act 1972. Il est issu de la fusion du borough municipal de Kettering et des districts urbains de Burton Latimer, Desborough et Rothwell. Il disparaît le 1er avril 2021 et laisse place à l'autorité unitaire du North Northamptonshire.

## Géographie
Le district était composé des villes et paroisses civiles suivantes :
- Ashley
- Barton Seagrave, Brampton Ash, Braybrooke, Broughton, Burton Latimer
- Cranford, Cransley
- Desborough, Dingley
- Geddington, Grafton Underwood
- Harrington
- Loddington
- Mawsley
- Newton and Little Oakley
- Orton
- Pytchley
- Rothwell, Rushton
- Stoke Albany, Sutton Bassett
- Thorpe Malsor
- Warkton, Weekley, Weston by Welland, Wilbarston